# توم كاندا
توم كاندا (بالإنجليزية: Tom Canada)‏ هو لاعب كرة قدم كندية أمريكي، ولد في 8 يناير 1980 في آيوا سيتي في الولايات المتحدة.